# Johann Heinrich Roos
Pour les articles homonymes, voir Roos.
Johann Heinrich Roos (29 septembre 1631 - 3 octobre 1685) est un peintre et graveur allemand, originaire d'Otterberg et mort à Francfort-sur-le-Main.

## Biographie
Issu d'une famille de tisserand, il part très jeune à Amsterdam où ses parents émigrent à cause de la guerre de Trente Ans. À 9 ans, il est placé auprès de Karel Dujardin pendant sept ans puis auprès d'Adriaen de Bie. Son frère cadet, Théodore Roos, deviendra également peintre.
Il séjourne peut-être en Italie entre 1650 et 1654, comme certains auteurs le rapportent. C'est là qu'il se serait familiarisé avec la tradition de peintres animaliers.
En 1664, Roos est nommé peintre à la cour de l'électeur palatin Charles-Louis (Karl Ludwig Von der Platz). Insatisfait de ses conditions de travail, il s'établit à Francfort en 1667 et en devient citoyen en 1668. Il y connaît un grand succès.
Plusieurs de ses enfants sont devenus artistes. Philipp Peter dit Rosa da Tivoli, peintre et graveur né à Francfort-sur-le-Main en 1655 et mort à Rome en 1706 ; Johann Melchior, né à Francfort-sur-le-Main en 1658 et mort dans cette même ville en 1731, formé par son père ; et Franz.
Johann Heinrich Roos perd tout dans l'incendie de sa maison et meurt en tentant de sauver ses biens le 3 octobre 1685.

## Œuvre
Marqué par les pastorales de Berchem, il s'est particulièrement illustré dans la peinture de paysages peuplés d'animaux. Il fut reconnu comme portraitiste mais était plus apprécié comme peintre animalier. C'était pourtant certainement un des meilleurs portraitistes allemands de son temps. Il a peint des princes, de nobles dames, des officiers et aussi des gens de la classe moyenne.
- Camp de gitans avec ruines antiques, huile sur toile, 51 × 59 cm, Musée de l'Ermitage, Saint-Petersbourg[2]
- Paysage avec bergers et troupeaux (1684), huile sur toile, 85 × 109 cm, Galerie Palatine, Palais Pitti, Florence[3]

"
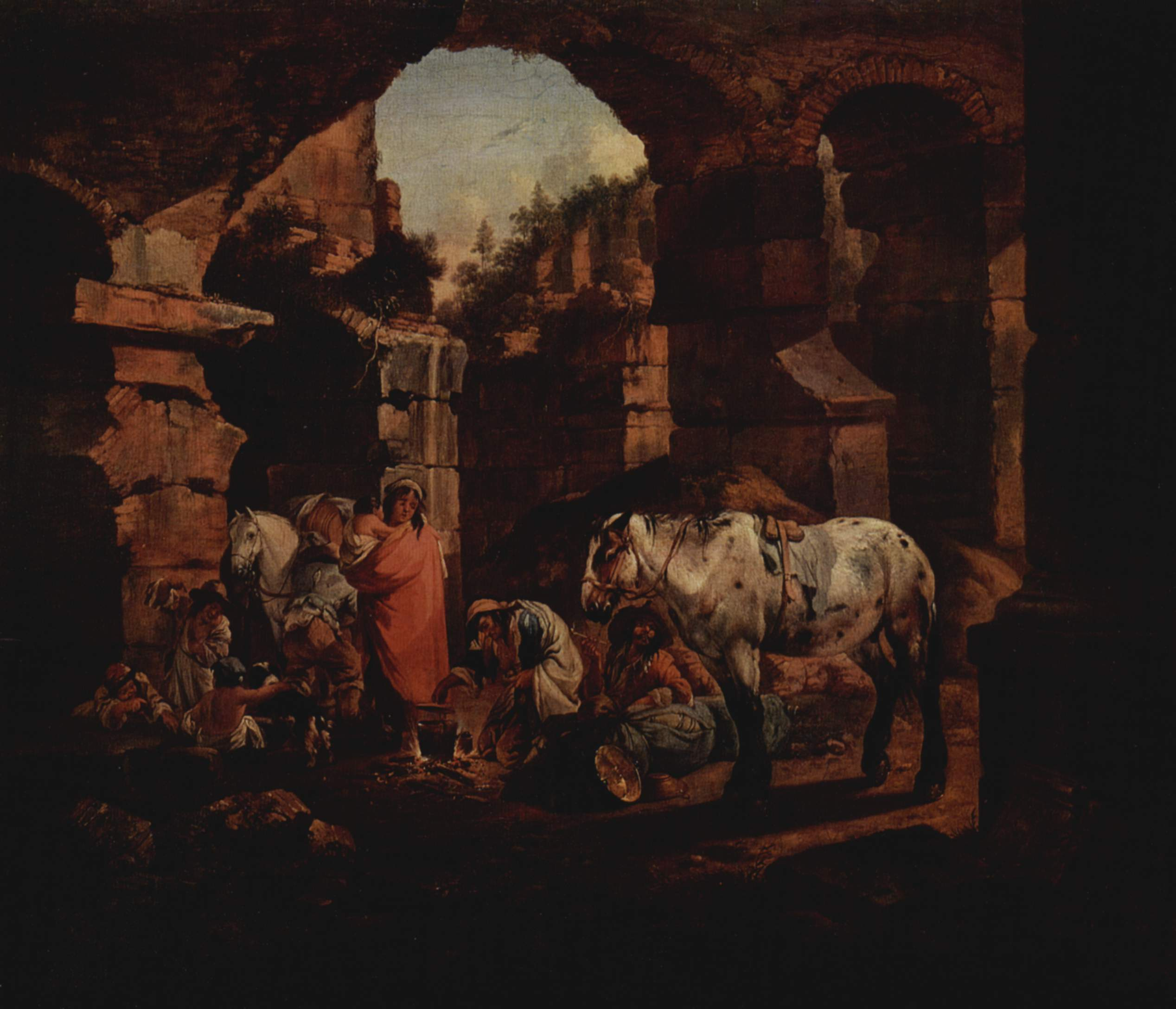
Camp de gitans avec ruines antiques Musée de l'Ermitage
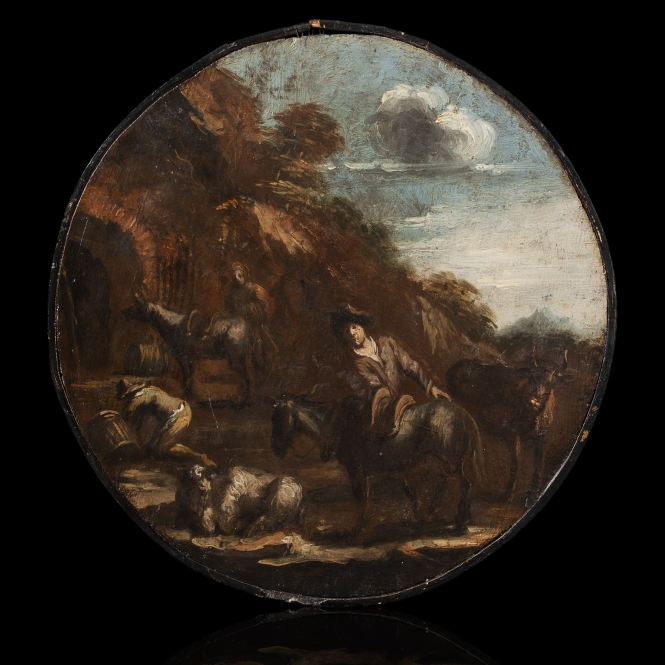
Bergers près d'une grotte Collection particulière
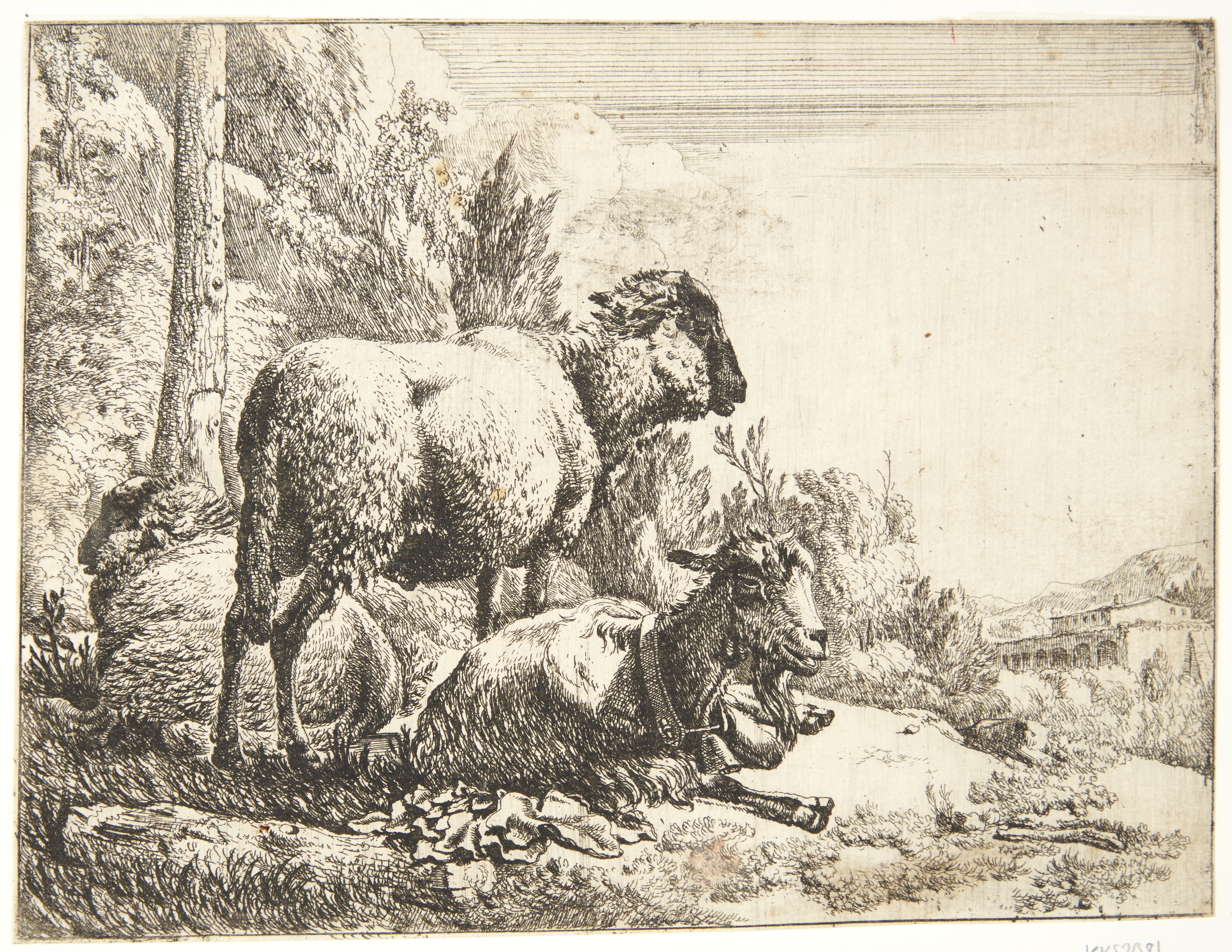
Moutons debout et couchés, au centre un mouton avec une cloche, eau-forte, 1665 Statens Museum for Kunst